# Gränsfors
Gränsfors is een plaats in de gemeente Nordanstig in het landschap Hälsingland en de provincie Gävleborgs län in Zweden. De plaats heeft 57 inwoners (2005) en een oppervlakte van 24 hectare.
In de plaats is Gränsfors Bruk gevestigd, een producent van handgereedschappen als bijlen. Hun smederij kent openstellingen voor bezoekers en er is een museum aan verbonden.